# Escola charter
Uma escola charter é um tipo de escola pública independente nos Estados Unidos da América, que não é administrada por um distrito escolar.
Existem duas grandes categorias de escolas charter. As escolas Charter independentes, escolas sem fins lucrativos iniciadas por educadores ou líderes comunitários e geridas de forma autônoma. E as escolas charter que são parte de uma organização de gestão escolar. Atualmente 2016, cerca de 60% de todas as escolas charter são independentes e 40% são administradas por organizações de gestão educacional, sendo metade destas organizações com fins lucrativos.
Em 2016 existiam mais de 6 mil escolas geridas neste modelo, em 42 estados americanos. 

## Escolas Charter no Brasil
No Brasil, a implementação de Escolas Charter começou em 2005, em Pernambuco, com a implantação de Centros de Ensino em tempo integral (Procentro) em uma parceria público privada.
Outros estados, como Sergipe, Ceará, Piauí e Rio de Janeiro adotaram variações desse modelo. Em Goiás, ocorreu a transferência da gestão de algumas escolas para organizações sociais. Em São Paulo, Campinas e outros municípios também vêm transferindo a gestão escolar, inicialmente em unidades de Educação Infantil. Algumas das iniciativas de autogestão de escolas no Brasil foram abandonadas. 